# Dionisos pseudo-Sardanápalo

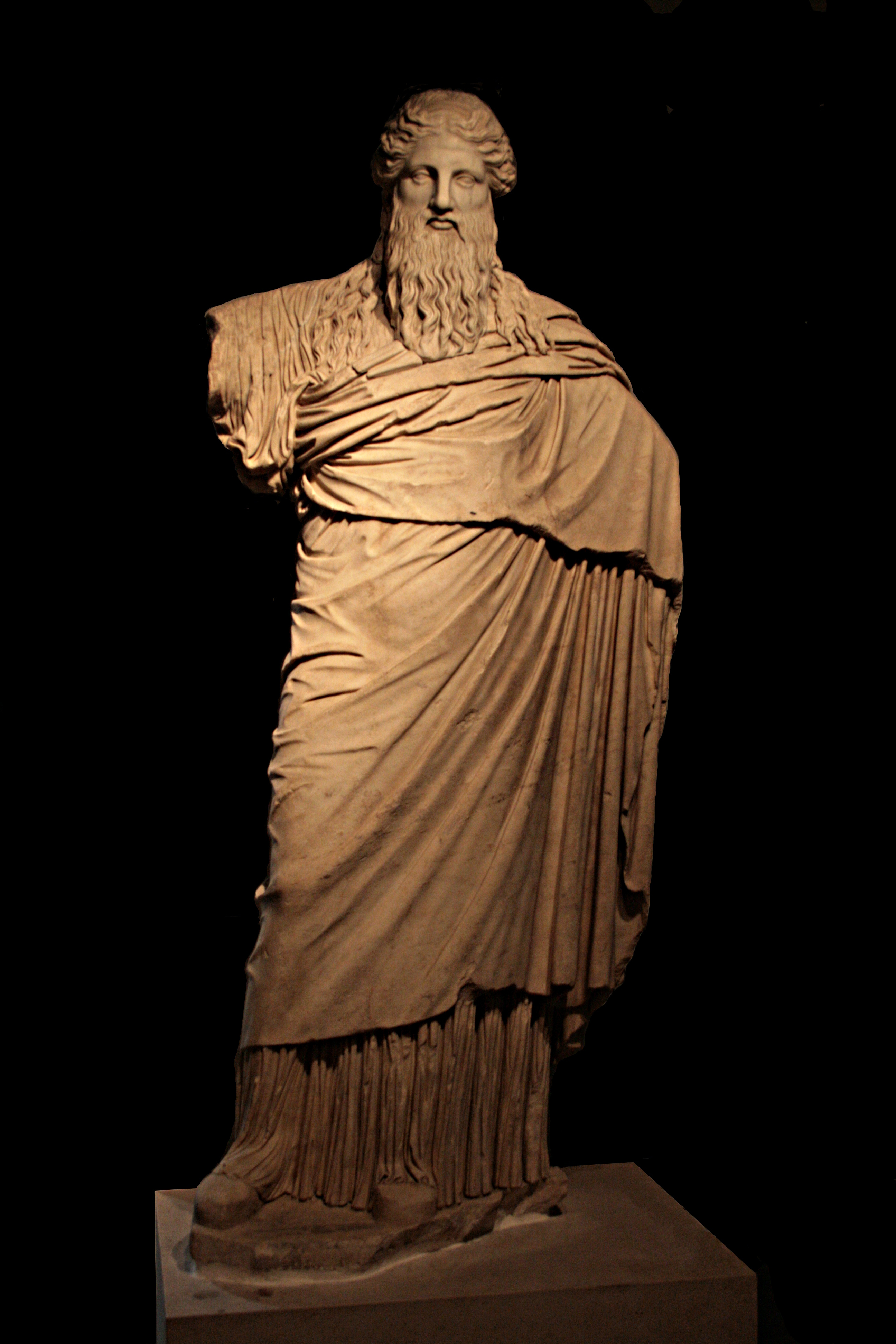
La escultura del Museo Nazionale Romano.

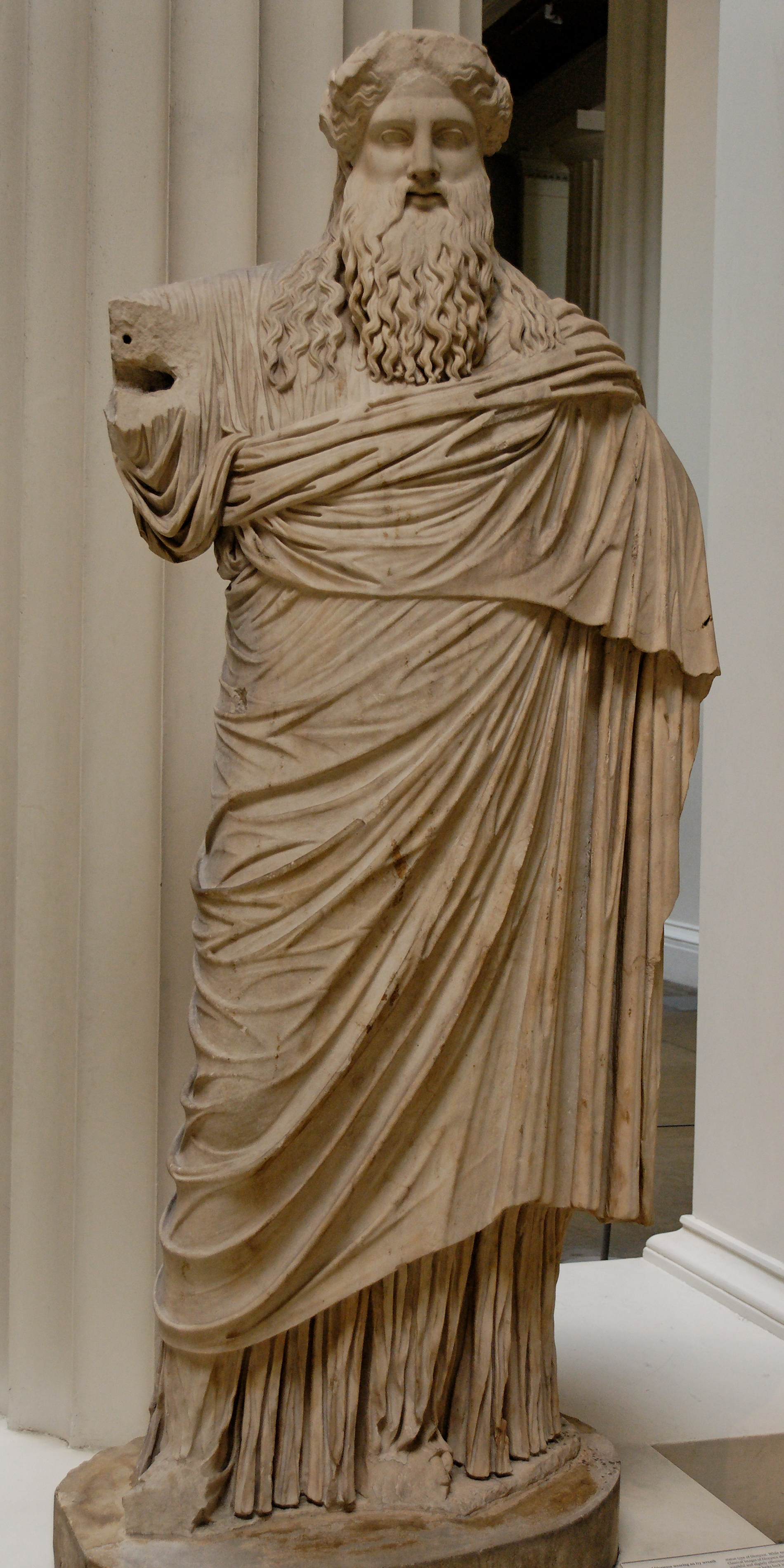
La escultura del British Museum.

Dionisos pseudo-Sardanápalo es una rara representación escultórica de Dionisos que durante mucho tiempo fue identificada erróneamente como un retrato del rey Sardanápalo (una inscripción del siglo XVII en el ejemplar del Vaticano indica CΑΡΔΑΝΑΠΑΛΛΟC). A pesar de que la iconografía habitual del dios del vino es la de un joven imberbe, ésta es la de un hombre barbado que ha pasado ya la madurez, completamente vestido. Su estilo es neoático o arcaizante, dentro de la escultura helenística-romana. En el brazo que le falta posiblemente llevaría un tirso (el cetro de hiedra, vid y piña, atributo de Dionisio).
A comienzos del XIX, Ennio Quirino Visconti polemizó con Johann Joachim Winckelmann y otros historiadores del arte sobre la identificación del "Sardanapalus", entonces en el Museo Pio-Clementino, y propuso la interpretación actualmente aceptada.
Todas las esculturas supervivientes parecen ser copias o variantes de un original griego datable hacia el 325 a. C., en una época en la que la iconografía inicial del dios se estaba fijando en el modelo andrógino más divulgado.

## Ejemplares
- Fragmentos aparecidos en las excavaciones del Teatro de Dionisos de Atenas.[3]
- Nápoles.
- Palermo.
- Uffizi, Florencia.
- Estatua romana de mármol pentélico, datable a mediados del siglo I (40-60), en el British Museum; toda ella de una pieza a excepción del brazo desaparecido, que estaría tallado en otro bloque y luego ensamblado. Se habría encontrado en Posillipo (Campania). Altura: 2,2 m. Proviene de la colección de Fortunato Pio Castellani.  GR 1878.11-6.1 (escultura 1606).[4]
- Museo Nazionale Romano.
- Museo Nacional del Prado (Madrid, España).

## Influencia posterior
En la película Alejandro, de Oliver Stone (2004), Dionisos aparece representado como un hombre de largo pelo y barbado, coronado con hojas de hiedra y vestido con piel de león y un voluminoso quitón, inspirado en esta escultura.